# Тургайский областной комитет КП Казахстана
Тургайский областной комитет КП Казахстана - региональный орган партийного управления в Казахской ССР (1971-1988 и 1990-1991 годы).
Тургайская область в составе Казахской ССР была образована 23 ноября 1970 года из части Кустанайской и части Целиноградской областей. Центр - г. Аркалык.
2 июня 1988 года область упразднена, территория вошла в состав Кустанайской и Целиноградской областей.
17 августа 1990 года образована вновь.

## Первые секретари Тургайского обкома КП Казахстана
- 01.1971-01.1978 Кусаинов, Сакан Кусаинович
- 01.1978-29.01.1985 Ауельбеков Еркин Нуржанович
- 29.01.1985-2.06.1988 Куанышев, Оразбек Султанович
- 1990-7.09.1991 Укин, Кенжебек Укинович